# تشالنجر (مكوك فضاء)

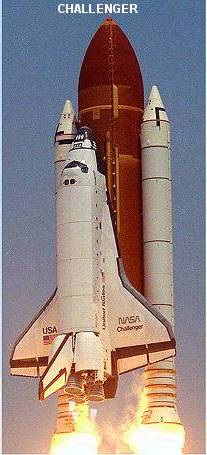
مكوك الفضاء تشالنجر لحظة انطلاقه

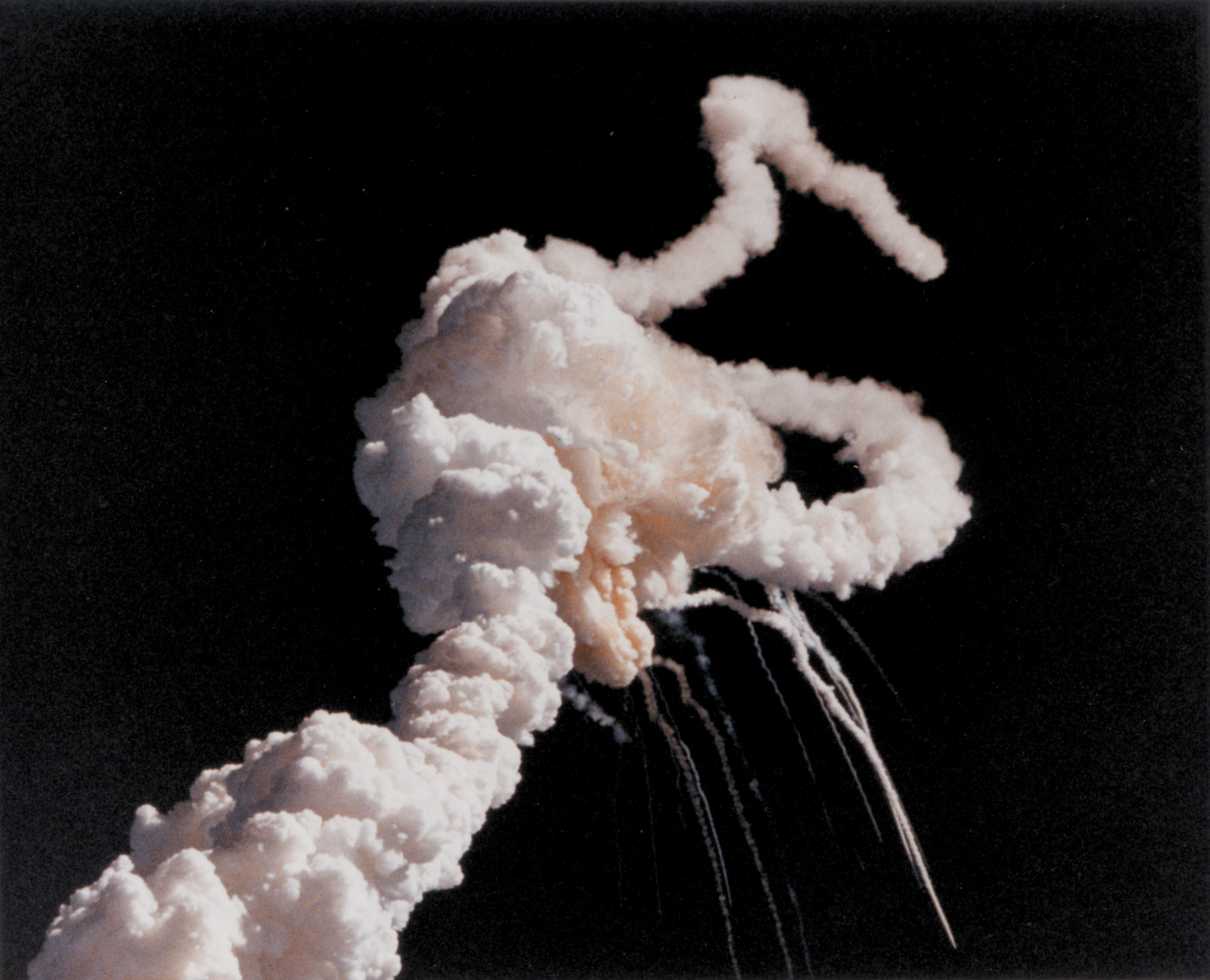
لحظة انفجار المكوك

مكوك الفضاء تشالنجر (بالإنجليزية: Space Shuttle Challenger)‏، مكوك فضاء أمريكي عمل للفترة (1983-1986) في 10 بعثات فضائية آخرها الرحلة إس تي إس-51-إل التي أطلق فيها بتأريخ 28 يناير 1986 وانفجر في الجو بعد 73 ثانية من إطلاقه. تسبب في مصرع روّاد الفضاء السبعة الذين كانوا على متنه.
كان تشالنجر ثاني مكوك فضائي وضع تحت التشغيل من قبل ناسا بعد كولمبيا.
جاءت تسمية (تشالنجر) من المركبة البحرية البريطانية hms challenger التابعة لـ pioneering global marine research expedition وهو مركز عالمي في البحوث البحرية.

## التكوين
يتكون المكوك أساسياً من مادة (sta- 099)؛ وهي مادة لم تكن مستخدمة في مجال الطيران الفضائي، ولكن خبراء (ناسا) رأوا أن استخدامها (أو إعادة تدويرها) سيكون أقل تكلفة وأكثر نجاحاً وتم تطبيقها على المكوك تشالنجر.
تشالنجر كان أقل من ناحية الحماية الحرارية من المكوك السابق له (كولومبيا) كما أن الأجنحة لا تتفق مع سطح المكوك واضطر الفنيون لإصلاحه بطرق متعجلة قادته للنهاية.

## الكارثة
في يوم الثلاثاء الموافق 28 من شهر يناير من عام 1986، تقرر بدء رحلة للفضاء للاتصال بقمر صناعي ولجمع معلومات عن مذنب هالي. أثناء مرور المذنب بأقرب نقطة للشمس، وحيث هذه الفرصة لا تتحقق إلا بعد ستة وسبعين عاماً هي مدة دوران مذنب هالي، وحيث أن هذه الرحلة انطلقت بعد تأجيل ثلاث مرات
كان طاقم الرحلة المسماة إس تي إس -51 إل (STS-51L) مكوناً من سبعة رواد هم:
- فرانسيس سكوبي القائد
- مايكل سميث الطيار
- الدّكتورة جوديث ريسنيك اختصاصي مهمّة، وهي ثانية رائدة فضاء في العالم.
- إليسون اونيزوكا اختصاصي مهمّة
- الدّكتور رونالد ماكنير. مسنير اختصاصي مهمّة
- جريجوري جارفيس اختصاصي حمولة
- كريستا ماك أوليف اختصاصي حمولة

بعد انطلاق المكوك تشالينجر ووصوله لمسافة ثلاثة عشر كيلومتر في مدة مقدارها ثلاثة وسبعون ثانية حدث له انفجار مروع وتحول إلى كتل من الحديد والنار وسقطت بعض الأجزاء في المحيط في منظر محزن ومؤلم. وكان أبشع حادث فضائي وقع في تاريخ اكتشاف الفضاء، وهذا ما حدا بالرئيس الأمريكي رونالد ريغان إلى تكوين لجنة لبحث سبب الحادث تحت إشراف عمدة الولاية وقامت فرق الإنقاذ بانتشال الجثث واجزاء المكوك من المحيط.
وبعد البحث اتضح أن شركة ناسا وقعت في خطأ أثناء تصميم المكوك رغم تحذير المهندسين، حيث رُبِطَّت أجزاء المكوك بدوائر من المطاط مما أدى إلى تفكك المكوك في الجو بعد تشقق دوائر المطاط في درجات الجو المنخفضة الحرارة واندفاع المكوك السريع وبعد ذلك اتخذت ناسا سياسة استشارة المهندسين في صلاحية المكوك من عدمه.